# Boophis schuboeae
Espèce
Statut de conservation UICN

 EN B1ab(iii) : En danger
Boophis schuboeae est une espèce d'amphibiens de la famille des Mantellidae.

## Répartition
Cette espèce est endémique de Madagascar. Elle se rencontre entre 900 et 1 000 m d'altitude dans le parc national de Ranomafana,.

## Étymologie
Son nom d'espèce, schuboeae, lui a été donné en référence au Dr. Anna Schubö de Munich.

## Publication originale
- Glaw & Vences, 2002 : A new cryptic treefrog species of the Boophis luteus group from Madagascar: bioacoustic and genetic evidence. Spixiana, vol. 25, p. 173-181 (texte intégral).